# 高戈
高戈（1918年—），原名黑鸿俊，男，回族，湖南长沙人，中华人民共和国政治人物，曾任中共北京市委统战部部长，北京市政协副主席，第五、六、七届全国政协委员。中國電影工作者協會第三屆（1960年7月－1966年）理事會理事。